# Landtagswahlkreis Mönchengladbach I
Der Landtagswahlkreis Mönchengladbach I ist ein Landtagswahlkreis in Mönchengladbach in Nordrhein-Westfalen. Er umfasst die Stadtteile Lürrip, Hardterbroich-Pesch, Bungt, Giesenkirchen-Nord, Schelsen, Giesenkirchen-Mitte, Schloss Rheydt, Bonnenbroich-Geneicken, Rheydt, Mülfort, Heyden, Geistenbeck, Pongs, Schrievers, Grenzlandstadion, Schmölderpark, Hockstein, Odenkirchen-West, Odenkirchen-Mitte, Sasserath, Wickrath-Mitte, Wickrath-West, Wickrathberg und Wanlo.
Der Wahlkreis existiert seit der Landtagswahl 1980 in dieser Form, sein Gebiet wurde seitdem kaum verändert. Seit 2017 orientiert sich sein Zuschnitt an den Stadtteilen, nachdem die bisherigen Stadtbezirke 2009 aufgelöst wurden.

## Landtagswahl 2022
Wahlberechtigt zur Landtagswahl 2022 waren 95.667 Einwohner des Wahlkreises. Die Wahlbeteiligung lag bei 45,9 %.
| Direktkandidat       | Erststimmen in % | Partei | Zweitstimmen in % |
| -------------------- | ---------------- | ------ | ----------------- |
| Vanessa Odermatt     | 38,6             | CDU    | 37,0              |
| Michael Roth         | 28,7             | SPD    | 25,8              |
| Lena Zingsheim-Zobel | 16,6             | GRÜNE  | 16,2              |
| Daniel Winkens       | 5,8              | FDP    | 5,7               |
| –                    | –                | AfD    | 6,0               |
| Sebastian Merkens    | 3,6              | LINKE  | 2,3               |
| –                    | 6,6              | Übrige | 7,0               |

## Landtagswahl 2017
Wahlberechtigt zur Landtagswahl 2017 waren 100.000 Einwohner des Wahlkreises. Die Wahlbeteiligung lag bei 57,5 %.
| Direktkandidat     | Erststimmen in % | Partei  | Zweitstimmen in % |
| ------------------ | ---------------- | ------- | ----------------- |
| Hans-Willi Körfges | 33,4             | SPD     | 29,1              |
| Frank Boss         | 37,8             | CDU     | 33,6              |
| Lena Zingsheim     | 6,3              | GRÜNE   | 5,5               |
| Daniel Winkens     | 8,4              | FDP     | 13,1              |
| Harald Franz       | 1,6              | PIRATEN | 1,1               |
| Torben Schultz     | 5,8              | LINKE   | 5,4               |
| Stephan Habrich    | 6,7              | AfD     | 8,2               |
| –                  | –                | Übrige  | 4,0               |

Bei der Landtagswahl am 14. Mai 2017 gewann erstmals Frank Boss (CDU) mit 37,8 % der Erststimmen den Wahlkreis und konnte ihn damit nach fünf Jahren von der CDU zurückerobern. Der bisherige Wahlkreisabgeordnete Hans-Willi Körfges erlangte über die SPD-Landesliste ein Mandat im Landtag.

## Landtagswahl 2012
Wahlberechtigt zur Landtagswahl 2012 waren 102.010 Einwohner des Wahlkreises. Die Wahlbeteiligung lag bei 51,9 %.
| Direktkandidat     | Erststimmen in % | Partei  | Zweitstimmen in % |
| ------------------ | ---------------- | ------- | ----------------- |
| Michael Schroeren  | 32,9             | CDU     | 26,8              |
| Hans-Willi Körfges | 41,5             | SPD     | 37,9              |
| Hans-Josef Siemes  | 9,2              | GRÜNE   | 10,0              |
| Oliver Faller      | 5,0              | FDP     | 9,2               |
| Rohat Yildirim     | 2,9              | LINKE   | 2,9               |
| Klaus Heimbucher   | 8,7              | PIRATEN | 8,1               |

## Landtagswahl 2010
Wahlberechtigt zur Landtagswahl 2010 waren 103.049 Einwohner des Wahlkreises. Die Wahlbeteiligung lag bei 50,2 %.
| Direktkandidat     | Erststimmen in % | Partei  | Zweitstimmen in % |
| ------------------ | ---------------- | ------- | ----------------- |
| Michael Schroeren  | 38,3             | CDU     | 36,1              |
| Hans-Willi Körfges | 36,7             | SPD     | 31,5              |
| Hans-Josef Siemes  | 9,8              | GRÜNE   | 11,4              |
| Oliver Faller      | 5,2              | FDP     | 7,3               |
| Christian Wintzen  | 1,6              | NPD     | 1,2               |
| Hartmut Wessels    | 6,1              | LINKE   | 6,7               |
| Ilse Lukaschek     | 0,6              | ZENTRUM | 0,4               |
| Wolfgang Kurt      | 1,7              | PIRATEN | 1,5               |

## Landtagswahl 2005
Wahlberechtigt zur Landtagswahl 2005 waren 103.286 Einwohner des Wahlkreises. Die Wahlbeteiligung lag bei 55,7 %.
| Direktkandidat     | Partei | Stimmen in % |
| ------------------ | ------ | ------------ |
| Hans-Willi Körfges | SPD    | 33,7         |
| Michael Schroeren  | CDU    | 48,5         |
| Uwe Aschmutat      | FDP    | 6,8          |
| Hans-Josef Siemes  | GRÜNE  | 5,2          |
| Friedhelm Terhag   | REP    | 0,5          |
| Uwe Vorberg        | PDS    | 0,8          |
| Pascal Geyer       | NPD    | 1,3          |
| Walter Eisfeld     | WASG   | 3,1          |